# Веселин Димитров
Веселин Димитров Мамков е български журналист, радиоводещ и университетски преподавател, доктор на науките.

## Биография
Роден е на 19 май 1938 година в семейството на бежанци от Гевгели. Баща му е учителят Димитър Иванов. Един от основателите на Факултета по журналистика (сега Факултет по журналистика и масова комуникация) при Софийския университет „Св. Климент Охридски“. От 1987 г. е доцент, а от 1991 г. – професор. Дългогодишен декан (1995 – 2003 г.) на факултета. Доктор хонорис кауза на Шуменския университет „Епископ Константин Преславски“.
Умира на 25 юни 2009 година. Погребан е в Централните софийски гробища.

## Книги
- „Организация и управление на радиото“, Наука и изкуство, 1980;
- „Българите и радиото“, Университетско издателство „Климент Охридски“, 1988;
- История на радиото в България, книга първа, c/o Jusautor, София, 1994;
- История на радиото в България, книга втора, c/o Jusautor, София, 1994;
- Радио Стара Загора 60 години, c/o Jusautor, София, 1996;
- Радио Шумен. Тридесет години, София, 2003.
- „Радио Благоевград. 30 години“, София, 2003.
- Радиопрограмата, ИК „Витрож“, София, 2007.
- „...но аз ще дойда пак!“, Университетско издателство „Кл. Охридски“, 2010.

## Признание и награди
- I награда на СБЖ за история, теория и критика;
- Голямата награда на БНР „Сирак Скитник“;
- Почетен знак на Софийския университет I степен;
- Почетен знак на Софийския университет със синя лента;
- Орден „Св. св. Кирил и Методий“ с огърлие (28 май 2009 г.).[5]